# Ubi solitudinem faciunt, pacem appellant

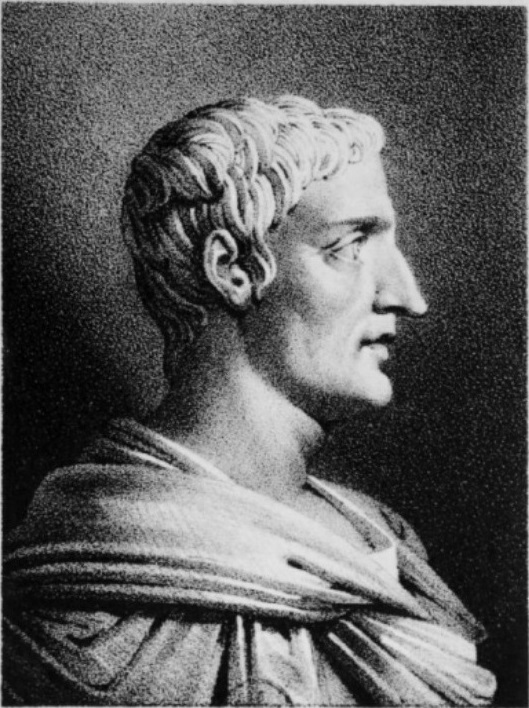
Ritratto di Tacito

Ubi solitudinem faciunt, pacem appellant (in italiano: "dove fanno il deserto, lo chiamano pace") è una locuzione latina tratta dall'Agricola di Publio Cornelio Tacito.
L'autore la fa pronunciare al generale calèdone Calgaco, quando cerca di infondere coraggio alle sue truppe prima della battaglia del monte Graupio contro l'esercito romano. La frase è tratta dal discorso in cui delinea un'unica alternativa di fronte ai romani, insaziabili dominatori: o libertà o morte.
Potrebbe rappresentare un raro caso di denuncia e autocritica, all'interno del panorama della letteratura classica latina, tipicamente celebrativa. Tuttavia bisogna considerare la tecnica narrativa di Tacito, che l'autore, qui come negli Annales, adopera e affina per la cronaca di un evento storico, tecnica che dunque ambisce alla spassionatezza e a una prospettiva esterna alla situazione.
La stessa locuzione è stata ampiamente utilizzata in occasione delle denunce contro l'imperialismo o, più in generale, contro ogni azione bellica.